# Vince Gill/Diskografie
Diese Diskografie ist eine Übersicht über die musikalischen Werke des US-amerikanischen Musikers Vince Gill. Den Quellenangaben und Schallplattenauszeichnungen zufolge hat er bisher mehr als 32,6 Millionen Tonträger verkauft, davon alleine in seiner Heimat über 31,5 Millionen. Seine erfolgreichste Veröffentlichung ist das Album I Still Believe in You mit über 5,2 Millionen verkauften Einheiten.

## Alben

### Studioalben
| Jahr | Titel Musiklabel                    | Höchstplatzierung, Gesamtwochen, AuszeichnungChartplatzierungen (Jahr, Titel, Musiklabel, Platzierungen, Wochen, Auszeichnungen, Anmerkungen) | Höchstplatzierung, Gesamtwochen, AuszeichnungChartplatzierungen (Jahr, Titel, Musiklabel, Platzierungen, Wochen, Auszeichnungen, Anmerkungen) | Höchstplatzierung, Gesamtwochen, AuszeichnungChartplatzierungen (Jahr, Titel, Musiklabel, Platzierungen, Wochen, Auszeichnungen, Anmerkungen) | Höchstplatzierung, Gesamtwochen, AuszeichnungChartplatzierungen (Jahr, Titel, Musiklabel, Platzierungen, Wochen, Auszeichnungen, Anmerkungen) | Höchstplatzierung, Gesamtwochen, AuszeichnungChartplatzierungen (Jahr, Titel, Musiklabel, Platzierungen, Wochen, Auszeichnungen, Anmerkungen) | Höchstplatzierung, Gesamtwochen, AuszeichnungChartplatzierungen (Jahr, Titel, Musiklabel, Platzierungen, Wochen, Auszeichnungen, Anmerkungen) | Anmerkungen                                                                |
| Jahr | Titel Musiklabel                    | CH | UK | US | Country | CA | CA Country | Anmerkungen                                                                |
| ---- | ----------------------------------- | --- | --- | --- | --- | --- | --- | -------------------------------------------------------------------------- |
| 1984 | Turn Me Loose RCA                   | — | — | — | Country64 (8 Wo.)Country | — | — | Erstveröffentlichung: 1984                                                 |
| 1985 | The Things That Matter RCA          | — | — | — | Country63 (6 Wo.)Country | — | — | Erstveröffentlichung: 1985                                                 |
| 1987 | The Way Back Home RCA               | — | — | — | Country13 (21 Wo.)Country | — | — | Erstveröffentlichung: 1987                                                 |
| 1989 | When I Call Your Name MCA           | — | — | US67 ×2Doppelplatin · (78 Wo.)US | Country2 (165 Wo.)Country | CA— PlatinCA | — | Erstveröffentlichung: 14. November 1989 Verkäufe: + 2.100.000              |
| 1991 | Pocket Full of Gold MCA             | — | — | US37 ×2Doppelplatin · (98 Wo.)US | Country5 (171 Wo.)Country | CA— PlatinCA | — | Erstveröffentlichung: 5. März 1991 Verkäufe: + 2.100.000                   |
| 1992 | I Still Believe in You MCA          | — | — | US10 ×5Fünffachplatin · (100 Wo.)US | Country3 (153 Wo.)Country | CA45 ×3Dreifachplatin · (39 Wo.)CA | CA Country3 (34 Wo.)CA Country | Erstveröffentlichung: 1. September 1992 Verkäufe: + 5.230.000              |
| 1994 | When Love Finds You MCA             | — | — | US6 ×4Vierfachplatin · (112 Wo.)US | Country2 (134 Wo.)Country | CA18 ×2Doppelplatin · (23 Wo.)CA | CA Country2 (42 Wo.)CA Country | Erstveröffentlichung: 7. Juni 1994 Verkäufe: + 4.130.000                   |
| 1996 | High Lonesome Sound MCA             | — | — | US24 Platin · (44 Wo.)US | Country3 (93 Wo.)Country | CA43 Gold · (9 Wo.)CA | CA Country5 (56 Wo.)CA Country | Erstveröffentlichung: 28. Mai 1996 Verkäufe: + 1.050.000                   |
| 1998 | The Key MCA                         | — | — | US11 Platin · (27 Wo.)US | Country1 (73 Wo.)Country | CA25 Gold · (9 Wo.)CA | CA Country2 (55 Wo.)CA Country | Erstveröffentlichung: 11. August 1998 Verkäufe: + 1.050.000                |
| 2000 | Let’s Make Sure We Kiss Goodbye MCA | — | — | US39 Gold · (7 Wo.)US | Country4 (44 Wo.)Country | — | CA Country6 (20 Wo.)CA Country | Erstveröffentlichung: 18. April 2000 Verkäufe: + 500.000                   |
| 2003 | Next Big Thing MCA                  | — | — | US14 (9 Wo.)US | Country4 (34 Wo.)Country | — | — | Erstveröffentlichung: 11. Februar 2003 Verkäufe: + 286.000                 |
| 2006 | These Days MCA                      | — | — | US17 Platin · (19 Wo.)US | Country4 (47 Wo.)Country | — | — | Erstveröffentlichung: 17. Oktober 2006 Verkäufe: + 4.000.000               |
| 2011 | Guitar Slinger MCA                  | — | — | US14 (4 Wo.)US | Country4 (26 Wo.)Country | — | — | Erstveröffentlichung: 25. Oktober 2011 Verkäufe: + 102.000                 |
| 2013 | Bakersfield MCA                     | — | — | US25 (11 Wo.)US | Country4 (24 Wo.)Country | — | — | Erstveröffentlichung: 30. Juli 2013; mit Paul Franklin Verkäufe: + 342.000 |
| 2016 | Down to My Last Bad Habit MCA       | — | — | US35 (4 Wo.)US | Country4 (27 Wo.)Country | CA50 (1 Wo.)CA | — | Erstveröffentlichung: Februar 2016 Verkäufe: + 81.600                      |
| 2019 | Okie MCA                            | CH70 (1 Wo.)CH | — | US71 (1 Wo.)US | Country9 (2 Wo.)Country | — | — | Erstveröffentlichung: 23. August 2019 Verkäufe: + 32.200                   |

### Kompilationen
| Jahr | Titel Musiklabel                                    | Höchstplatzierung, Gesamtwochen, AuszeichnungChartplatzierungen (Jahr, Titel, Musiklabel, Platzierungen, Wochen, Auszeichnungen, Anmerkungen) | Höchstplatzierung, Gesamtwochen, AuszeichnungChartplatzierungen (Jahr, Titel, Musiklabel, Platzierungen, Wochen, Auszeichnungen, Anmerkungen) | Höchstplatzierung, Gesamtwochen, AuszeichnungChartplatzierungen (Jahr, Titel, Musiklabel, Platzierungen, Wochen, Auszeichnungen, Anmerkungen) | Höchstplatzierung, Gesamtwochen, AuszeichnungChartplatzierungen (Jahr, Titel, Musiklabel, Platzierungen, Wochen, Auszeichnungen, Anmerkungen) | Höchstplatzierung, Gesamtwochen, AuszeichnungChartplatzierungen (Jahr, Titel, Musiklabel, Platzierungen, Wochen, Auszeichnungen, Anmerkungen) | Höchstplatzierung, Gesamtwochen, AuszeichnungChartplatzierungen (Jahr, Titel, Musiklabel, Platzierungen, Wochen, Auszeichnungen, Anmerkungen) | Anmerkungen                                                           |
| Jahr | Titel Musiklabel                                    | CH | UK | US | Country | CA | CA Country | Anmerkungen                                                           |
| ---- | --------------------------------------------------- | --- | --- | --- | --- | --- | --- | --------------------------------------------------------------------- |
| 1989 | The Best of Vince Gill RCA                          | — | — | US— PlatinUS | — | — | — | Erstveröffentlichung: 25. September 1989 Verkäufe: + 1.000.000        |
| 1992 | I Never Knew Lonely RCA                             | — | — | US— GoldUS | Country47 (75 Wo.)Country | — | CA Country4 (18 Wo.)CA Country | Erstveröffentlichung: 10. März 1992 Verkäufe: + 500.000               |
| 1994 | Vince Gill and Friends BMG                          | — | — | — | — | — | — | Erstveröffentlichung: 16. August 1994                                 |
| 1995 | The Essential Vince Gill RCA                        | — | — | — | — | — | — | Erstveröffentlichung: 28. März 1995                                   |
| 1995 | Songs from the Heart MCA                            | — | — | — | — | — | — | Erstveröffentlichung: 13. Mai 1995 Veröffentlichung nur in Australien |
| 1995 | Souvenirs MCA                                       | — | — | US11 ×3Dreifachplatin · (36 Wo.)US | Country3 (104 Wo.)Country | CA17 (15 Wo.)CA | CA Country3 (26 Wo.)CA Country | Erstveröffentlichung: 21. November 1995 Verkäufe: + 3.000.000         |
| 1996 | Super Hits RCA                                      | — | — | — | — | — | — | Erstveröffentlichung: 15. Oktober 1996                                |
| 1997 | Vintage Gill BMG                                    | — | — | — | — | — | — | Erstveröffentlichung: 14. April 1997                                  |
| 2003 | Platinum & Gold Collection BMG                      | — | — | — | — | — | — | Erstveröffentlichung: 19. August 2003                                 |
| 2007 | 20th Century Masters: The Millennium Collection MCA | — | — | — | Country70 (3 Wo.)Country | — | — | Erstveröffentlichung: 13. März 2007                                   |
| 2010 | Love Songs MCA                                      | — | — | — | Country36 (5 Wo.)Country | — | — | Erstveröffentlichung: 26. Januar 2010                                 |
| 2010 | Icon MCA                                            | — | — | — | Country51 (70 Wo.)Country | — | — | Erstveröffentlichung: 31. August 2010                                 |
| 2012 | Country: Vince Gill Legacy                          | — | — | — | — | — | — | Erstveröffentlichung: 10. September 2012                              |
| 2013 | Ballads MCA                                         | — | — | — | Country56 (8 Wo.)Country | — | — | Erstveröffentlichung: 9. April 2013                                   |

### Weihnachtsalben
| Jahr | Titel Musiklabel                             | Höchstplatzierung, Gesamtwochen, AuszeichnungChartplatzierungen (Jahr, Titel, Musiklabel, Platzierungen, Wochen, Auszeichnungen, Anmerkungen) | Höchstplatzierung, Gesamtwochen, AuszeichnungChartplatzierungen (Jahr, Titel, Musiklabel, Platzierungen, Wochen, Auszeichnungen, Anmerkungen) | Höchstplatzierung, Gesamtwochen, AuszeichnungChartplatzierungen (Jahr, Titel, Musiklabel, Platzierungen, Wochen, Auszeichnungen, Anmerkungen) | Höchstplatzierung, Gesamtwochen, AuszeichnungChartplatzierungen (Jahr, Titel, Musiklabel, Platzierungen, Wochen, Auszeichnungen, Anmerkungen) | Höchstplatzierung, Gesamtwochen, AuszeichnungChartplatzierungen (Jahr, Titel, Musiklabel, Platzierungen, Wochen, Auszeichnungen, Anmerkungen) | Höchstplatzierung, Gesamtwochen, AuszeichnungChartplatzierungen (Jahr, Titel, Musiklabel, Platzierungen, Wochen, Auszeichnungen, Anmerkungen) | Anmerkungen                                                    |
| Jahr | Titel Musiklabel                             | CH | UK | US | Country | CA | CA Country | Anmerkungen                                                    |
| ---- | -------------------------------------------- | --- | --- | --- | --- | --- | --- | -------------------------------------------------------------- |
| 1993 | Let There Be Peace on Earth MCA              | — | — | US14 ×2Doppelplatin · (16 Wo.)US | Country3 (19 Wo.)Country | CA— GoldCA | CA Country26 (1 Wo.)CA Country | Erstveröffentlichung: 14. September 1993 Verkäufe: + 2.050.000 |
| 1998 | Breath of Heaven: A Christmas Collection MCA | — | — | US39 Platin · (9 Wo.)US | Country6 (15 Wo.)Country | — | — | Erstveröffentlichung: 8. September 1998 Verkäufe: + 1.000.000  |
| 2000 | ’Tis the Season Hallmark                     | — | — | — | — | — | — | Erstveröffentlichung: 1. September 2000 mit Olivia Newton-John |
| 2006 | Vince Gill Christmas Collection Madacy       | — | — | — | Country68 (2 Wo.)Country | — | — | Erstveröffentlichung: 15. August 2006 Verkäufe: + 2.500        |
| 2015 | Icon: Christmas MCA                          | — | — | — | — | — | — | Erstveröffentlichung: 6. November 2015                         |

## Singles

### Als Leadmusiker
| Jahr | Titel Album                                                        | Höchstplatzierung, Gesamtwochen, AuszeichnungChartplatzierungen (Jahr, Titel, Album, Platzierungen, Wochen, Auszeichnungen, Anmerkungen) | Höchstplatzierung, Gesamtwochen, AuszeichnungChartplatzierungen (Jahr, Titel, Album, Platzierungen, Wochen, Auszeichnungen, Anmerkungen) | Höchstplatzierung, Gesamtwochen, AuszeichnungChartplatzierungen (Jahr, Titel, Album, Platzierungen, Wochen, Auszeichnungen, Anmerkungen) | Höchstplatzierung, Gesamtwochen, AuszeichnungChartplatzierungen (Jahr, Titel, Album, Platzierungen, Wochen, Auszeichnungen, Anmerkungen) | Höchstplatzierung, Gesamtwochen, AuszeichnungChartplatzierungen (Jahr, Titel, Album, Platzierungen, Wochen, Auszeichnungen, Anmerkungen) | Höchstplatzierung, Gesamtwochen, AuszeichnungChartplatzierungen (Jahr, Titel, Album, Platzierungen, Wochen, Auszeichnungen, Anmerkungen) | Anmerkungen                                                 |
| Jahr | Titel Album                                                        | CH | UK | US | Country | CA | CA Country | Anmerkungen                                                 |
| --- | ------------------------------------------------------------------ | --- | --- | --- | --- | --- | --- | ----------------------------------------------------------- |
| 1984 | Victim of Life’s Circumstances Turn Me Loose                       | — | — | — | Country40 (13 Wo.)Country | — | — | Erstveröffentlichung: Februar 1984                          |
| 1984 | Oh Carolina Turn Me Loose                                          | — | — | — | Country38 (11 Wo.)Country | — | — | Erstveröffentlichung: Mai 1984                              |
| 1984 | Turn Me Loose                                                      | — | — | — | Country39 (15 Wo.)Country | — | — | Erstveröffentlichung: September 1984                        |
| 1985 | True Love The Things That Matter                                   | — | — | — | Country32 (17 Wo.)Country | — | — | Erstveröffentlichung: 16. März 1985                         |
| 1985 | If It Weren’t for Him The Things That Matter                       | — | — | — | Country10 (18 Wo.)Country | — | CA Country5 (… Wo.)CA Country | Erstveröffentlichung: 24. Juni 1985                         |
| 1985 | Oklahoma Borderline The Things That Matter                         | — | — | — | Country9 (25 Wo.)Country | — | CA Country27 (… Wo.)CA Country | Erstveröffentlichung: 18. November 1985                     |
| 1986 | With You The Things That Matter                                    | — | — | — | Country33 (15 Wo.)Country | — | CA Country43 (… Wo.)CA Country | Erstveröffentlichung: Mai 1986                              |
| 1987 | Cinderella The Way Back Home                                       | — | — | — | Country5 (21 Wo.)Country | — | CA Country3 (… Wo.)CA Country | Erstveröffentlichung: März 1987                             |
| 1987 | Let’s Do Something The Way Back Home                               | — | — | — | Country16 (16 Wo.)Country | — | CA Country17 (… Wo.)CA Country | Erstveröffentlichung: 19. September 1987                    |
| 1988 | Everybody’s Sweetheart The Way Back Home                           | — | — | — | Country11 (17 Wo.)Country | — | CA Country3 (… Wo.)CA Country | Erstveröffentlichung: 30. Januar 1988                       |
| 1988 | The Radio The Way Back Home                                        | — | — | — | Country39 (10 Wo.)Country | — | CA Country32 (… Wo.)CA Country | Erstveröffentlichung: 4. Juni 1988                          |
| 1989 | Never Alone When I Call Your Name                                  | — | — | — | Country22 (20 Wo.)Country | — | CA Country35 (… Wo.)CA Country | Erstveröffentlichung: September 1989                        |
| 1990 | Oklahoma Swing When I Call Your Name                               | — | — | US— GoldUS | Country13 (26 Wo.)Country | — | CA Country7 (… Wo.)CA Country | Erstveröffentlichung: 20. Januar 1990 mit Reba McEntire     |
| 1990 | When I Call Your Name                                              | — | — | — | Country2 (21 Wo.)Country | — | CA Country5 (… Wo.)CA Country | Erstveröffentlichung: Mai 1990 Verkäufe: + 500.000          |
| 1990 | Never Knew Lonely When I Call Your Name                            | — | — | — | Country3 (20 Wo.)Country | — | CA Country7 (… Wo.)CA Country | Erstveröffentlichung: September 1990                        |
| 1991 | Pocket Full of Gold                                                | — | — | — | Country7 (20 Wo.)Country | — | CA Country11 (… Wo.)CA Country | Erstveröffentlichung: Januar 1991                           |
| 1991 | Liza Jane Pocket Full of Gold                                      | — | — | — | Country7 (20 Wo.)Country | — | CA Country3 (… Wo.)CA Country | Erstveröffentlichung: 3. Juni 1991                          |
| 1991 | Look at Us Pocket Full of Gold                                     | — | — | — | Country4 (20 Wo.)Country | — | CA Country12 (… Wo.)CA Country | Erstveröffentlichung: 16. September 1991                    |
| 1992 | Take Your Memory with You Pocket Full of Gold                      | — | — | — | Country2 (20 Wo.)Country | — | CA Country3 (… Wo.)CA Country | Erstveröffentlichung: 27. Januar 1992                       |
| 1992 | I Still Believe in You                                             | — | — | US88 Platin (Videosingle) · (2 Wo.)US | Country1 (20 Wo.)Country | — | CA Country1 (… Wo.)CA Country | Erstveröffentlichung: 29. Juni 1992 Verkäufe: + 100.000     |
| 1992 | Don’t Let Our Love Start Slippin’ Away I Still Believe in You      | — | — | US— GoldUS | Country1 (20 Wo.)Country | — | CA Country1 (… Wo.)CA Country | Erstveröffentlichung: 12. Oktober 1992 Verkäufe: + 500.000  |
| 1993 | No Future in the Past I Still Believe in You                       | — | — | — | Country3 (20 Wo.)Country | — | CA Country2 (… Wo.)CA Country | Erstveröffentlichung: 29. März 1993                         |
| 1993 | One More Last Chance I Still Believe in You                        | — | — | — | Country1 (20 Wo.)Country | — | CA Country1 (… Wo.)CA Country | Erstveröffentlichung: 26. Juli 1993                         |
| 1994 | Tryin’ to Get Over You I Still Believe in You                      | — | — | — | Country1 (20 Wo.)Country | — | CA Country1 (… Wo.)CA Country | Erstveröffentlichung: 3. Januar 1994                        |
| 1994 | Whenever You Come Around When Love Finds You                       | — | — | US72 Gold · (10 Wo.)US | Country2 (20 Wo.)Country | — | CA Country2 (… Wo.)CA Country | Erstveröffentlichung: 11. April 1994 Verkäufe: + 500.000    |
| 1994 | What the Cowgirls Do When Love Finds You                           | — | — | — | Country2 (20 Wo.)Country | — | CA Country1 (… Wo.)CA Country | Erstveröffentlichung: 4. Juli 1994                          |
| 1994 | When Love Finds You                                                | — | — | — | Country3 (20 Wo.)Country | — | CA Country5 (… Wo.)CA Country | Erstveröffentlichung: 3. Oktober 1994                       |
| 1995 | Which Bridge to Cross (Which Bridge to Burn) When Love Finds You   | — | — | — | Country4 (20 Wo.)Country | — | CA Country3 (… Wo.)CA Country | Erstveröffentlichung: 30. Januar 1995                       |
| 1995 | You Better Think Twice When Love Finds You                         | — | — | — | Country2 (20 Wo.)Country | — | CA Country2 (… Wo.)CA Country | Erstveröffentlichung: 8. Mai 1995                           |
| 1995 | Go Rest High on That Mountain When Love Finds You                  | — | — | US— PlatinUS | Country14 (20 Wo.)Country | — | CA Country7 (… Wo.)CA Country | Erstveröffentlichung: 28. August 1995 Verkäufe: + 1.000.000 |
| 1996 | High Lonesome Sound                                                | — | — | — | Country12 (20 Wo.)Country | — | CA Country1 (… Wo.)CA Country | Erstveröffentlichung: 1. April 1996                         |
| 1996 | Worlds Apart High Lonesome Sound                                   | — | — | — | Country5 (20 Wo.)Country | — | CA Country6 (… Wo.)CA Country | Erstveröffentlichung: 15. Juli 1996                         |
| 1996 | Pretty Little Adriana High Lonesome Sound                          | — | — | — | Country2 (20 Wo.)Country | — | CA Country3 (… Wo.)CA Country | Erstveröffentlichung: 28. Oktober 1996                      |
| 1997 | A Little More Love High Lonesome Sound                             | — | — | — | Country2 (20 Wo.)Country | — | CA Country6 (… Wo.)CA Country | Erstveröffentlichung: 17. März 1997                         |
| 1997 | You and You Alone High Lonesome Sound                              | — | — | — | Country8 (20 Wo.)Country | — | CA Country8 (… Wo.)CA Country | Erstveröffentlichung: 7. Juli 1997                          |
| 1998 | If You Ever Have Forever in Mind The Key                           | — | — | US60 (13 Wo.)US | Country5 (20 Wo.)Country | — | CA Country1 (… Wo.)CA Country | Erstveröffentlichung: 25. Mai 1998                          |
| 1998 | Kindly Keep It Country The Key                                     | — | — | — | Country33 (12 Wo.)Country | — | CA Country32 (… Wo.)CA Country | Erstveröffentlichung: 10. Oktober 1998                      |
| 1999 | Don’t Come Cryin’ to Me The Key                                    | — | — | — | Country27 (19 Wo.)Country | — | CA Country24 (… Wo.)CA Country | Erstveröffentlichung: 23. Januar 1999                       |
| 1999 | My Kind of Woman / My Kind of Man The Key                          | — | — | — | Country27 (20 Wo.)Country | — | CA Country23 (… Wo.)CA Country | Erstveröffentlichung: 24. Mai 1999 mit Patty Loveless       |
| 2000 | Let’s Make Sure We Kiss Goodbye                                    | — | — | — | Country20 (20 Wo.)Country | — | CA Country25 (… Wo.)CA Country | Erstveröffentlichung: 29. Januar 2000                       |
| 2000 | Feels Like Love Let’s Make Sure We Kiss Goodbye                    | — | — | US52 (20 Wo.)US | Country6 (32 Wo.)Country | — | CA Country13 (… Wo.)CA Country | Erstveröffentlichung: 15. Mai 2000                          |
| 2001 | Shoot Straight from Your Heart Let’s Make Sure We Kiss Goodbye     | — | — | — | Country31 (16 Wo.)Country | — | — | Erstveröffentlichung: 20. Januar 2001                       |
| 2002 | Next Big Thing                                                     | — | — | — | Country17 (20 Wo.)Country | — | — | Erstveröffentlichung: November 2002                         |
| 2003 | Someday Next Big Thing                                             | — | — | — | Country31 (17 Wo.)Country | — | — | Erstveröffentlichung: 29. März 2003                         |
| 2003 | Young Man’s Town Next Big Thing                                    | — | — | — | Country44 (11 Wo.)Country | — | — | Erstveröffentlichung: 2003                                  |
| 2004 | In These Last Few Days Next Big Thing                              | — | — | — | Country51 (7 Wo.)Country | — | — | Erstveröffentlichung: 2004                                  |
| 2006 | The Reason Why These Days                                          | — | — | — | Country28 (25 Wo.)Country | — | — | Erstveröffentlichung: 2006                                  |
| 2007 | What You Give Away These Days                                      | — | — | — | Country43 (9 Wo.)Country | — | — | Erstveröffentlichung: 2007 mit Sheryl Crow                  |
| 2007 | How Lonely Looks These Days                                        | — | — | — | — | — | — | Erstveröffentlichung: 2007                                  |
| 2011 | Threaten Me with Heaven Guitar Slinger                             | — | — | — | Country42 (11 Wo.)Country | — | — | Erstveröffentlichung: 29. August 2011                       |
| 2016 | Me and My Girl Down to My Last Bad Habit                           | — | — | — | — | — | — | Erstveröffentlichung: 2016                                  |
| 2019 | A Letter to My Mama Okie                                           | — | — | — | — | — | — | Erstveröffentlichung: 2019                                  |
| Folgende Lieder erschienen nicht als Single, wurden aber durch das Album zum Download und Streaming bereitgestellt und konnten somit eine Platzierung erlangen: |                                                                    | | | | | | |                                                             |
| |                                                                    | | | | | | |                                                             |
| 1993 | I Can’t Tell You Why Common Thread: The Songs of the Eagles        | — | — | — | Country42 (20 Wo.)Country | — | CA Country26 (… Wo.)CA Country |                                                             |
| 1994 | Have Yourself a Merry Little Christmas Let There Be Peace on Earth | — | — | — | Country52 (9 Wo.)Country | — | — |                                                             |
| 1995 | It Won’t Be the Same This Year Let There Be Peace on Earth         | — | — | — | Country74 (1 Wo.)Country | — | — |                                                             |
| 1999 | Blue Christmas Breath of Heaven: A Christmas Collection            | — | — | — | Country74 (1 Wo.)Country | — | — |                                                             |

### Als Gastmusiker
| Jahr | Titel Album                              | Höchstplatzierung, Gesamtwochen, AuszeichnungChartplatzierungen (Jahr, Titel, Album, Platzierungen, Wochen, Auszeichnungen, Anmerkungen) | Höchstplatzierung, Gesamtwochen, AuszeichnungChartplatzierungen (Jahr, Titel, Album, Platzierungen, Wochen, Auszeichnungen, Anmerkungen) | Höchstplatzierung, Gesamtwochen, AuszeichnungChartplatzierungen (Jahr, Titel, Album, Platzierungen, Wochen, Auszeichnungen, Anmerkungen) | Höchstplatzierung, Gesamtwochen, AuszeichnungChartplatzierungen (Jahr, Titel, Album, Platzierungen, Wochen, Auszeichnungen, Anmerkungen) | Höchstplatzierung, Gesamtwochen, AuszeichnungChartplatzierungen (Jahr, Titel, Album, Platzierungen, Wochen, Auszeichnungen, Anmerkungen) | Höchstplatzierung, Gesamtwochen, AuszeichnungChartplatzierungen (Jahr, Titel, Album, Platzierungen, Wochen, Auszeichnungen, Anmerkungen) | Anmerkungen                                                               |
| Jahr | Titel Album                              | CH | UK | US | Country | CA | CA Country | Anmerkungen                                                               |
| ---- | ---------------------------------------- | --- | --- | --- | --- | --- | --- | ------------------------------------------------------------------------- |
| 1990 | Tomorrow’s World –                       | — | — | — | Country74 (1 Wo.)Country | — | — | Erstveröffentlichung: 1990 mit Various Artists                            |
| 1991 | Restless The New Nashville Cats          | — | — | — | Country25 (20 Wo.)Country | — | CA Country19 (… Wo.)CA Country | Erstveröffentlichung: 1191 mit Mark O’Connor, Ricky Skaggs, Steve Wariner |
| 1993 | The Heart Won’t Lie It’s Your Call       | — | — | — | Country1 (20 Wo.)Country | — | CA Country1 (… Wo.)CA Country | Erstveröffentlichung: 1993 mit Reba McEntire                              |
| 1994 | Daydream Kermit Unpigged                 | — | — | — | — | — | CA Country65 (… Wo.)CA Country | Erstveröffentlichung: 1994 mit Kermit der Frosch                          |
| 1994 | House of Love                            | — | UK46 (2 Wo.)UK | US37 (21 Wo.)US | — | CA9 (10 Wo.)CA | — | Erstveröffentlichung: 1994 mit Amy Grant                                  |
| 1994 | Ain’t Nothing Like the Real Thing –      | — | — | — | — | — | — | Erstveröffentlichung: 1994 mit Gladys Knight                              |
| 1995 | I Will Always Love You Something Special | — | — | — | Country15 (20 Wo.)Country | — | CA Country22 (… Wo.)CA Country | Erstveröffentlichung: 1995 mit Dolly Parton                               |
| 1996 | Hope –                                   | — | — | — | Country57 (4 Wo.)Country | — | — | Erstveröffentlichung: 1996 mit Various Artists                            |
| 1998 | It’s Not Over Thank God for Believers    | — | — | — | Country34 (13 Wo.)Country | — | CA Country34 (… Wo.)CA Country | Erstveröffentlichung: 1998 mit Mark Chesnutt, Alison Krauss               |
| 1999 | If You Ever Leave Me A Love Like Ours    | — | UK26 (3 Wo.)UK | — | Country62 (10 Wo.)Country | — | CA Country67 (… Wo.)CA Country | Erstveröffentlichung: 1999 mit Barbra Streisand                           |
| 2001 | America the Beautiful –                  | — | — | — | Country58 (6 Wo.)Country | — | — | Erstveröffentlichung: 2001 mit Various Artists                            |
| 2005 | Not Me Flags of Our Fathers              | — | — | — | Country47 (20 Wo.)Country | — | — | Erstveröffentlichung: 2005 mit Keni Thomas, Emmylou Harris                |
| 2006 | Building Bridges Hillbilly Deluxe        | — | — | US66 (12 Wo.)US | Country4 (22 Wo.)Country | — | CA Country2 (26 Wo.)CA Country | Erstveröffentlichung: 2006 mit Brooks & Dunn, Sheryl Crow                 |
| 2012 | Don’t Rush Greatest Hits Chapter One     | — | — | US87 (3 Wo.)US | Country23 (21 Wo.)Country | CA53 (1 Wo.)CA | — | Erstveröffentlichung: 2012 mit Kelly Clarkson Verkäufe: + 346.000         |
| 2012 | Train Wreck –                            | — | — | — | — | — | CA Country34 (11 Wo.)CA Country | Erstveröffentlichung: 2012 mit Marlee Scott                               |
| 2016 | Sober Saturday Night I’m Comin’ Over     | — | — | US47 Platin · (11 Wo.)US | Country4 (39 Wo.)Country | — | CA Country3 (21 Wo.)CA Country | Erstveröffentlichung: 2016 mit Chris Young Verkäufe: + 1.000.000          |
| 2017 | Dear Hate –                              | — | — | US91 (1 Wo.)US | Country18 (3 Wo.)Country | — | CA Country39 (5 Wo.)CA Country | Erstveröffentlichung: 2017 mit Maren Morris Verkäufe: + 54.000            |

## Musikvideos
Solo
| - 1984: Turn Me Loose - 1985: Oklahoma Borderline - 1990: When I Call Your Name - 1990: Never Knew Lonely - 1991: Pocket Full of Gold - 1991: Liza Jane - 1991: Look at Us - 1992: I Still Believe in You - 1992: Don’t Let Our Love Start Slippin’ Away - 1993: One More Last Chance - 1993: Have Yourself a Merry Little Christmas - 1994: Tryin’ to Get Over You - 1994: What the Cowgirls Do | - 1994: When Love Finds You - 1995: Go Rest High on That Mountain - 1996: Worlds Apart - 1997: A Little More Love - 1997: You and You Alone - 1998: If You Ever Have Forever in Mind - 1998: Blue Christmas - 1999: My Kind of Woman/My Kind of Man (mit Patty Loveless) - 2000: Feels Like Love - 2003: Next Big Thing - 2003: Someday - 2006: The Reason Why |

Gastauftritte
- 1991: Restless (mit Mark O’Connor, Ricky Skaggs, Steve Wariner)
- 1992: I Don’t Need Your Rockin’ Chair (mit George Jones & Friends)
- 1993: The Heart Won’t Lie (mit Reba McEntire)
- 1994: Ain’t Nothing Like the Real Thing (mit Gladys Knight)
- 1994: House of Love (mit Amy Grant)
- 1998: No Place That Far (mit Sara Evans)
- 1999: If You Ever Leave Me (mit Barbra Streisand)
- 2001: Foggy Mountain Breakdown (mit Earl Scruggs & Friends)
- 2001: America the Beautiful (mit Various Artists)
- 2012: Don’t Rush (mit Kelly Clarkson)
- 2014: Midnight Rider (mit Gregg Allman, Zac Brown)

## Statistik

### Chartauswertung
|                     | CH    | US     | Country          | CA    | CA Country            |
| ------------------- | ----- | ------ | ---------------- | ----- | --------------------- |
| Nummer-eins-Alben   | CH—CH | US—US  | Country1Country  | CA—CA | CA Country—CA Country |
| Top-10-Alben        | CH—CH | US2US  | Country16Country | CA—CA | CA Country7CA Country |
| Alben in den Charts | CH2CH | US16US | Country25Country | CA6CA | CA Country8CA Country |

|                       | UK    | US    | Country          | CA    | CA Country             |
| --------------------- | ----- | ----- | ---------------- | ----- | ---------------------- |
| Nummer-eins-Singles   | UK—UK | US—US | Country5Country  | CA—CA | CA Country8CA Country  |
| Top-10-Singles        | UK—UK | US—US | Country28Country | CA1CA | CA Country28CA Country |
| Singles in den Charts | UK2UK | US9US | Country66Country | CA2CA | CA Country48CA Country |

### Auszeichnungen für Musikverkäufe
Anmerkung: Auszeichnungen in Ländern aus den Charttabellen bzw. Chartboxen sind in ebendiesen zu finden.
| Land/RegionAuszeichnungen für Musikverkäufe (Land/Region, Auszeichnungen, Verkäufe, Quellen) | Gold     | Platin       | Verkäufe   | Quellen         |
| -------------------------------------------------------------------------------------------- | -------- | ------------ | ---------- | --------------- |
| Kanada (MC)                                                                                  | 3× Gold3 | 7× Platin7   | 850.000    | musiccanada.com |
| Vereinigte Staaten (RIAA)                                                                    | 5× Gold5 | 26× Platin26 | 31.846.300 | riaa.com        |
| Insgesamt                                                                                    | 8× Gold8 | 33× Platin33 |            |                 |